# Maximiliano Dávila
Maximiliano Dávila Pérez (20 de outubro de 1964), conhecido como "Macho" é um ex-chefe antidrogas na Bolívia sob o governo de Evo Morales. Foi extraditado para os Estados Unidos para enfrentar acusações de tráfico de drogas. Sua extradição foi finalizada em 12 de dezembro de 2024.
Foi diretor nacional da Força Especial de Combate ao Narcotráfico (FELCN), mas foi corrompido e esteve envolvido em esquema que levava cocaína e armas para os Estados Unidos.  
Foi preso em Villazón em 22 de janeiro de 2022 por ligações ao tráfico de drogas e legitimação de lucros ilícitos, ao tentar fugir para Argentina.